# Ronin Hörverlag
Der Ronin Hörverlag ist ein deutscher Hörbuchverlag mit Sitz in Erlangen. Er wurde 2012 von Stanley Schäfer gegründet und wird bis heute von ihm geleitet.
Das Verlagsprogramm setzt sich im Schwerpunkt aus Titeln der Genres Fantasy, Thriller, Science Fiction, Dystopie und Krimi zusammen.

## Geschichte
2012 gründete Stanley Schäfer den Ronin Hörverlag. Die ersten Titel produzierte er im hauseigenen Tonstudio. In den beiden Folgejahren steigerte sich die Zahl der Veröffentlichungen auf jeweils neun Titel, darunter einige Bestseller, gesprochen von David Nathan, Uve Teschner und Matthias Lühn.
Ab 2017 erweiterte der Ronin Hörverlag sein Verlagsprogramm um Sachbücher der Autorin Jocelyn K. Glei.
2020 zog der Verlag in seine heutigen Büroräume um. Dort wurde auch ein neues Tonstudio mit großer Sprecherkabine und Regieeinheit gebaut. Ebenfalls seit 2020 betreibt der Ronin Hörverlag einen eigenen Onlineshop.
Der Verlag veröffentlicht um die 30 neue Produktionen pro Jahr. Bis Ende 2021 wurden über 165 Produktionen auf den Markt gebracht.

## Programm
Im Programm des Ronin Hörverlags finden sich Hörbücher von Bestseller-Autoren wie Haruki Murakami, Margaret Atwood, Pierce Brown, Sam Feuerbach, Elizabeth Hand, Daniel Suarez, Ramez Naam und Scott Lynch. Dazu gehören Hörbücher wie Hard-Boiled Wonderland und das Ende der Welt, Oryx und Crake, 12 Monkeys und Red Rising.
Die drei Bände des „Weitseher“-Zyklus von Robin Hobb sind 2016 im Verlag erschienen. Teil 1 belegte Platz 3 der Audible-Jahrescharts im Bereich Science Fiction und Fantasy.
Nicht nur Hörbücher internationaler Autoren werden produziert, sondern auch deutschsprachiger Schriftsteller. Die Unterstützung und Förderung junger Autoren und Sprecheren ist Teil der Unternehmensphilosophie.
Passend zu den Stoffen setzt der Ronin Hörverlag auf wandelbare, ausdrucksstarke und vielseitige Sprecher. Neben David Nathan, Robert Frank, Uve Teschner, Matthias Lühn und Marco Sven Reinbold finden sich die Stimmen von Schauspielern wie Carsten Wilhelm und Roman Shamov und von Sprechern wie Dagmar Bittner und Umut Dirik.
Ein Ziel des Verlagsprogramms ist es, aktuell relevante gesellschaftliche Themen widerzuspiegeln. 2021 erhielt der Verlag für die Publikation „König im Schatten“ des Deutschrappers Manuellsen, eine Verlagsprämie des Freistaats Bayern. Die Biografie behandelt unter anderem das Thema Rassismus, mit dem sich der Autor in seinem Leben konfrontiert sah.
Es finden sich auch Bücher des Autors Dinko Skopljak im Programm, der sich u. a. dadurch auszeichnet, dass er seine Bücher in einer gendergerechten Sprache schreibt.

## Produktionen (Auswahl)
- Hard-Boiled Wonderland und das Ende der Welt von Haruki Murakami, gelesen von David Nathan
- Der 21. Juli von Christian von Ditfurth, gelesen von Uve Teschner
- Die Chroniken der Weitseher-Reihe von Robin Hobb, gelesen von Matthias Lühn
- MaddAddam-Reihe von Margaret Atwood, gelesen von Uve Teschner
- Das Holländerhaus von Ann Patchett, gelesen von Uve Teschner
- Evan Smoak-Reihe von Gregg Hurwitz, gelesen von Stefan Lehnen
- Kleine Wunder um Mitternacht von Keigo Higashino, gelesen von David Nathan
- The Watchers von John Marrs, gelesen von Uve Teschner
- Red Rising-Reihe von Pierce Brown, gelesen von Marco Sven Reinbold
- Die Kinder der Zeit von Adrian Tchaikovski, gelesen von Matthias Lühn
- Krieg der Klone-Reihe von John Scalzi, gelesen von Matthias Lühn
- Weil niemand sie sah von Lisa Jewell, gelesen von Sandrine Mittelstädt
- Twelve Monkeys von Elisabeth Hand, gelesen von Uve Teschner